# Auroselenur
L'auroselenur és un mineral de la classe dels sulfurs. Rep el nom per la seva composició: or (en llatí: aurum) i seleni.

## Característiques
L'auroselenur és un sulfur de fórmula química AuSe. Va ser aprovada com a espècie vàlida per l'Associació Mineralògica Internacional l'any 2022, sent publicada l'any 2022. Cristal·litza en el sistema monoclínic. Fins al moment de la seva troballa és el selenur d'or trobat a la natura més senzill.
L'exemplar que va servir per a determinar l'espècie, el que es coneix com a material tipus, es troba conservat a les col·leccions del Museu geològic de Sibèria Central, a Novosibirsk (Rússia), amb el número de catàleg: iv-6/1.

## Formació i jaciments
Va ser descoberta al jaciment de Gaching, situat a Maletoyvayam, dins el krai de Kamtxatka (Rússia). Aquest indret és l'únic a tot el planeta on ha estat descrita aquesta espècie mineral.